# Società Sportiva Chieti 1942-1943
Questa voce raccoglie le informazioni riguardanti la Società Sportiva Chieti nelle competizioni ufficiali della stagione 1942-1943.

## Rosa
| N. |                   | Ruolo | Calciatore         |
| -- | ----------------- | ----- | ------------------ |
|    | Italia (bandiera) | C     | Edmondo Bonansea   |
|    | Italia (bandiera) | C     | Domenico De Nicola |
|    | Italia (bandiera) | C     | Guido Di Luzio     |
|    | Italia (bandiera) | C     | Ciriaco D'Incecco  |
|    | Italia (bandiera) | P     | Adelio Feghiz      |
|    | Italia (bandiera) | A     | Gaetano Lupi       |
|    | Italia (bandiera) | A     | Pietro Malinverni  |

| N. |                   | Ruolo | Calciatore          |
| -- | ----------------- | ----- | ------------------- |
|    | Italia (bandiera) | A     | Renato Melatti      |
|    | Italia (bandiera) | C     | Gigino Michetti     |
|    | Italia (bandiera) | D     | Guido Manfré        |
|    | Italia (bandiera) | C     | Ciriaco Pietrangeli |
|    | Italia (bandiera) | A     | Alfiero Rota        |
|    | Italia (bandiera) | A     | Gildo Sbaragli      |
|    | Italia (bandiera) | D     | Renato Tiriticco    |